# Parc national de Cradle Mountain-Lake St Clair
Le parc national de Cradle Mountain-Lake St Clair est un parc national australien, en Tasmanie, à 165 km au nord-ouest de Hobart. Ses sites les plus renommés sont la Cradle Mountain (Montagne berceau) au nord, et le lac Saint Clair au sud, le lac le plus profond d'Australie. Ce parc fait partie du site du patrimoine mondial de la zone de nature sauvage de Tasmanie.
Le parc contient de nombreux sentiers de randonnées. Le plus célèbre est l'Overland Track qui traverse le parc du nord au sud, reliant Ronny Creek, non loin du lac Dove, à la baie Cynthia du lac Saint Clair sur une distance de 65 km.
La zone a été déclarée réserve panoramique en 1922, réserve faunique en 1927 et sa désignation actuelle de parc national date de 1947. 

## Faune et flore
Les animaux présents dans le parc comprennent : les pademelons de Tasmanie, les wallabies de Bennett, les dasyures, les diables de Tasmanie, les échidnés à nez court, les ornithorynques, les wombats communs, les opossums, les corbeaux forestiers et les currawongs.  

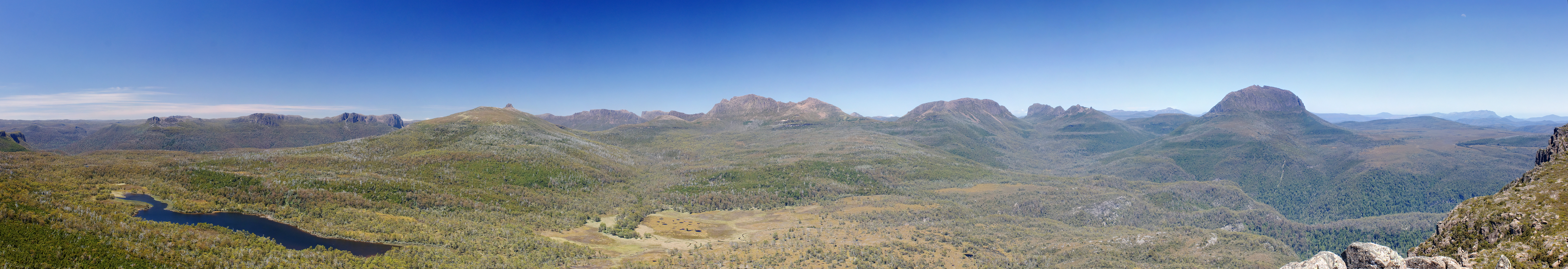
La chaîne Pélion vue du mont.